# Tarḫunnaradu
Tarḫunnaradu (auch Tarḫunna-radu oder Tarḫunaradu) war während der Regierungszeit des hethitischen Großkönigs Tudḫalija IV. (ca. 1237–1215/07 v. Chr.) Herrscher im westkleinasatischen hethitischen Vasallenstaat Šeḫa. Er war wahrscheinlich der Nachfolger Mašturis und ist möglicherweise durch Usurpation auf den Thron gelangt.
Wann und unter welchen Umständen genau Tarḫunnaradu an die Macht kam, ist unsicher. Mašturi, der seit ca. 1270 v. Chr. König von Šeḫa war, ist noch zu Beginn der Herrschaft Tudḫalijas IV. als Zeuge des Staatsvertrags zwischen Tudḫalija und Kurunta auf der Bronzetafel aus Boğazköy erwähnt. Folglich kann die Regierungszeit Tarḫunnaradus nicht vor ca. 1236 v. Chr. begonnen haben. Ob er Mašturi stürzte oder dieser kinderlos verstarb und im Ringen um die Nachfolge sich letztlich Tarḫunnaradu durchsetzte, ist unbekannt. Nicht vollkommen auszuschließen ist auch, dass es zwischen Mašturi und Tarḫunnaradu noch einen unbekannten weiteren König gab, jedoch fehlen für einen solchen jegliche Belege.
Laut einem vermutlichen Königlichen Edikt Tudḫalijas IV., „Angriffe des Šeḫa-Flusslands“ (CTH 211.4; KUB 23.13) rebellierte Tarḫunnaradu gegen das Hethiterreich, offenbar unterstützt durch Aḫḫijawa. Ob es sich um eine politische, militärische, logistische oder nur moralische Unterstützung handelte, ist unklar. Wolf-Dietrich Niemeier erwägt die Möglichkeit, dass eine zugesagte Hilfe Aḫḫijawas am Ende ausblieb. Tudhalija IV. griff schließlich militärisch ein, besiegte Tarḫunnaradus Truppen, ergriff ihn, als sich dieser mit seinen Anhängern auf einen Berggipfel flüchtete, und deportierte Tarḫunnaradu samt seiner Familie nach Arinna. An Tarḫunnaradus Stelle wurde vom hethitischen Großkönig ein Adliger als neuer Vasall in Šeḫa eingesetzt, der ein Nachkomme des ehemaligen Königs Muwawalwi war.